# سربتش
سربتش (به چکی: Srbeč) یک منطقهٔ مسکونی در جمهوری چک است که در ناحیه راکوونیک واقع شده‌است.